# Mémoire de F. A. Mesmer, doucteur en mèdecine, sur ses découvertes
Memória de F. A. Mesmer, doutor em medicina, sobre suas descobertas. (originalmente:  Mémoire de F. A. Mesmer,doucteur em medicine, sur ses découvertes.).
Este livro foi publicado junto com Memória de 1779, e no Brasil em 1862, pelo divulgador do mesmerismo doutor Eduardo António Monteggia. Um exemplar original encontra-se na Biblioteca Nacional no Rio de Janeiro.
A primeira transliteração para o inglês só foi aparecer em 1948, com introdução de Gilbert Frankau e tradução de V. R. Myers.No entanto apesar do título a tradução não foi feita a partir dos originais clássicos mas sim de uma obra nova editada e revisada. Estas alterações foram feitas por Robert Amadou em 1971 com comentários de Frank A. Pattie e Jean Vinchon no livro Magnetisme animale pela bibliotheque scientifique, na coleção de l'homme em Paris.
Mesmer com este tratado expõe a condição de seus detratores sem fundamentações e com o interesse de mistificar seu trabalho enquanto ele tentava fazer o caminho oposto:
| “ | Eu apresentei uma teoria tão simples, quanto nova em relação ao desenvolvimento e o progresso da doença(...)a oposição com a qual foi feita ao progresso, da apenas nascente opinião sobre estes novo método de cura me fez empregar esforços para retificar essa atitude e para juntar ao sistema uma grande parte de conhecimento da física. | ” |